# Markowa
Markowa è un comune rurale polacco del distretto di Łańcut, nel voivodato della Precarpazia.
Ricopre una superficie di 68,46 km² e nel 2004 contava 6 607 abitanti.